# Seleção Sérvia de Futsal Masculino
A Seleção Sérvia de Futsal representa a Sérvia nas competições internacionais de futsal, e é controlada pela Associação de Futebol da Sérvia.

## Estatísticas

### Mundial de Futsal
| Sérvia na Copa do Mundo de Futsal | Sérvia na Copa do Mundo de Futsal | Sérvia na Copa do Mundo de Futsal | Sérvia na Copa do Mundo de Futsal | Sérvia na Copa do Mundo de Futsal | Sérvia na Copa do Mundo de Futsal | Sérvia na Copa do Mundo de Futsal | Sérvia na Copa do Mundo de Futsal |
| Ano                               | Rodada                            | Pld                               | W                                 | D                                 | L                                 | GS                                | GA                                |
| --------------------------------- | --------------------------------- | --------------------------------- | --------------------------------- | --------------------------------- | --------------------------------- | --------------------------------- | --------------------------------- |
| 1989                              | Não se classificou                | -                                 | -                                 | -                                 | -                                 | -                                 | -                                 |
| 1992                              | Classificado 1                    | -                                 | -                                 | -                                 | -                                 | -                                 | -                                 |
| 1996                              | Não se classificou                | -                                 | -                                 | -                                 | -                                 | -                                 | -                                 |
| 2000                              | Não se classificou                | -                                 | -                                 | -                                 | -                                 | -                                 | -                                 |
| 2004                              | Não se classificou                | -                                 | -                                 | -                                 | -                                 | -                                 | -                                 |
| 2008                              | Não se classificou                | -                                 | -                                 | -                                 | -                                 | -                                 | -                                 |
| 2012                              | Oitavos de final                  | 4                                 | 2                                 | 1                                 | 1                                 | 13                                | 7                                 |
| 2016                              | Não se classificou                | -                                 | -                                 | -                                 | -                                 | -                                 | -                                 |
| Total                             | 1/8                               | 4                                 | 2                                 | 1                                 | 1                                 | 13                                | 7                                 |

1Classificou-se para o torneio, mas foi expulso devido à Guerra Civil Iugoslava.

### Europeu de Futsal
| Sérvia no Campeonato Europeu Masculino de Futsal | Sérvia no Campeonato Europeu Masculino de Futsal | Sérvia no Campeonato Europeu Masculino de Futsal | Sérvia no Campeonato Europeu Masculino de Futsal | Sérvia no Campeonato Europeu Masculino de Futsal | Sérvia no Campeonato Europeu Masculino de Futsal | Sérvia no Campeonato Europeu Masculino de Futsal | Sérvia no Campeonato Europeu Masculino de Futsal |                    |
| Ano                                              | Rodada                                           | Pld                                              | W                                                | D                                                | L                                                | GS                                               | GA                                               |                    |
| ------------------------------------------------ | ------------------------------------------------ | ------------------------------------------------ | ------------------------------------------------ | ------------------------------------------------ | ------------------------------------------------ | ------------------------------------------------ | ------------------------------------------------ | ------------------ |
| 1996                                             | Não se classificou                               | -                                                | -                                                | -                                                | -                                                | -                                                | -                                                |                    |
| 1999                                             | 1ª rodada                                        | 3                                                | 0                                                | 1                                                | 2                                                | 5                                                | 10                                               |                    |
| 2001                                             | Não se classificou                               | -                                                | -                                                | -                                                | -                                                | -                                                | -                                                |                    |
| 2003                                             | Não se classificou                               | -                                                | -                                                | -                                                | -                                                | -                                                | -                                                |                    |
| 2005                                             | Não se classificou                               | -                                                | -                                                | -                                                | -                                                | -                                                | -                                                |                    |
| 2007                                             | 1ª rodada                                        | 3                                                | 1                                                | 1                                                | 1                                                | 7                                                | 8                                                |                    |
| 2010                                             | Quartas-de-final                                 | 3                                                | 2                                                | 0                                                | 1                                                | 7                                                | 8                                                |                    |
| 2012                                             | Quartas-de-final                                 | 3                                                | 1                                                | 0                                                | 2                                                | 11                                               | 12                                               |                    |
| 2014                                             | Não se classificou                               | Não se classificou                               | Não se classificou                               | Não se classificou                               | Não se classificou                               | Não se classificou                               | Não se classificou                               | Não se classificou |
| 2016                                             | 4º lugar                                         | 5                                                | 3                                                | 1                                                | 1                                                | 14                                               | 10                                               |                    |
| 2018                                             | Quartas-de-final                                 | 3                                                | 0                                                | 2                                                | 1                                                | 4                                                | 6                                                |                    |
| Total                                            | 6/11                                             | 20                                               | 7                                                | 5                                                | 8                                                | 48                                               | 54                                               |                    |

## Equipe atual
Campeonato Europeu Masculino de Futsal de 2012
- Treinador principal: Aca Kovačević

| No. | Pos. | Jogador              | Idade                             | Jogos | Gols | Clube                   |
| --- | ---- | -------------------- | --------------------------------- | ----- | ---- | ----------------------- |
| 1   | GR   | Miodrag Aksentijević | 22 de julho de 1983 (41 anos)     |       |      | KMF Ekonomac Kragujevac |
| 12  | GR   | Nicola Josimović     | 16 de março de 1986 (39 anos)     |       |      | KMF Kolubara Lazarevac  |
| 7   | D    | Slobodan Janjić      | 17 de fevereiro de 1987 (38 anos) |       |      | KMF Ekonomac Kragujevac |
| 14  | D    | Slobodan Rajčević    | 28 de fevereiro de 1985 (40 anos) |       |      | KMF Ekonomac Kragujevac |
| 4   | D    | Vladimir Milosavac   | 1 de dezembro de 1985 (39 anos)   |       |      | KMF Marbo Intermezzo    |
| 3   | D    | Aleksandar Živanović | 24 de julho de 1988 (36 anos)     |       |      | KMF Marbo Intermezzo    |
| 5   | D    | Bojan Pavićević      | 20 de outubro de 1975 (49 anos)   |       |      | KMF Marbo Intermezzo    |
| 6   | D    | Boris Čizmar         | 28 de agosto de 1984 (40 anos)    |       |      | KMF Kolubara Lazarevac  |
| 2   | D    | Miloš Milačić        | 26 de julho de 1980 (44 anos)     |       |      | Kopernikus Vidre Niš    |
| 11  | M    | Jovan Djordjević     | 22 de janeiro de 1985 (40 anos)   |       |      | KMF Marbo Intermezzo    |
| 8   | A    | Marko Pršić          | 13 de setembro de 1990 (34 anos)  |       |      | KMF Marbo Intermezzo    |
| 9   | A    | Vladimir Lazić       | 19 de junho de 1986 (38 anos)     |       |      | KMF Ekonomac Kragujevac |
| 10  | A    | Mladen Kocić         | 22 de outubro de 1988 (36 anos)   |       |      | KMF Ekonomac Kragujevac |
| 13  | A    | Vidan Bojović        | 27 de junho de 1979 (45 anos)     |       |      | KMF Ekonomac Kragujevac |